# Beaufort (Saboia)
Beaufort é uma comuna francesa na região administrativa de Auvérnia-Ródano-Alpes, no departamento da Saboia. Estende-se por uma área de 149.53 km². Em 2010 a comuna tinha 2 140 habitantes (densidade: 14,3 hab./km²).